# Peneireiro-de-asas-cinzentas
Peneireiro-cinzento-d'asa-preta, peneireiro-escrito ou peneireiro-de-asas-cinzentas (Elanus scriptus) é uma pequena e rara ave de rapina, encontrada apenas na Austrália. Mede cerca de 35 cm em comprimento e com uma envergadura de asas de 84–100 cm. O adulto tem penas predominantemente cinzentas e brancas com anéis pretos ao redor dos largos olhos vermelhos, dando-lhe um aspecto similar ao mocho. Ganhou o seu nome em inglês, letter-winged kite, porque quando em voo as marcas por baixo das asas da ave assemelham-se às letras "M" ou "W", distinguindo-o assim do similar peneireiro-de-ombros-pretos.
A ave começa a reproduzir em resposta a grandes surtos de roedores, com casais a criar ninhos em colónias com cerca de 50 indivíduos cada. São incubados três ou quatro ovos num período de trinta dias - estes podem ser abandonados se a comida desaparecer. As crias começam a criar capacidade de voar cinco semanas após o nascimento. Escondendo-se bem em árvores de folhagem volumosa durante o dia, o peneireiro-de-asas-cinzentas caça principalmente de noite e a sua especialidade são os roedores, que persegue pairando no ar acima de prados e campos.
Está classificado como espécie quase ameaçada pela União Internacional para a Conservação da Natureza (IUCN) porque a sua população entre irrupções consegue chegar tão baixo como os mil indivíduos.

## Taxonomia
A ave foi descrita com o seu nome binomial (Elanus scriptus) pela primeira vez em 1842 pelo ornitologista John Gould. O epíteto específico scriptum provém do latim e significa "escrito" ou "marcado". O explorador Charles Sturt descreve a ave durante as suas expedições no livro Narrativa de uma Expedição na Austrália Central (1849). A ave é monotípica: não há nenhuma subespécie ou variação geográfica reconhecida. Estudos moleculares mostram que o peneireiro-de-asas-cinzentas pertence à sub-família dos Elaninae, ancestral da família de aves de rapina chamada Accipitridae. Existem provas de que estes podem ser ainda mais divergentes de outros raptores e que poderiam ser melhor colocados na sua própria família.
O nome oficial em inglês designado pela União Internacional de Ornitologistas (IOU) é "letter-winged kite", isto porque quando em voo, as marcas por baixo das asas da ave assemelham-se às letras "M" ou "W".
Na Austrália Central, o nome da ave no dialecto Pitjantjatjara é nyanyitjira. O peneireiro-de-asas-cinzentas tem sido incorrectamente referido como gavião-de-peito-branco.

## Descrição

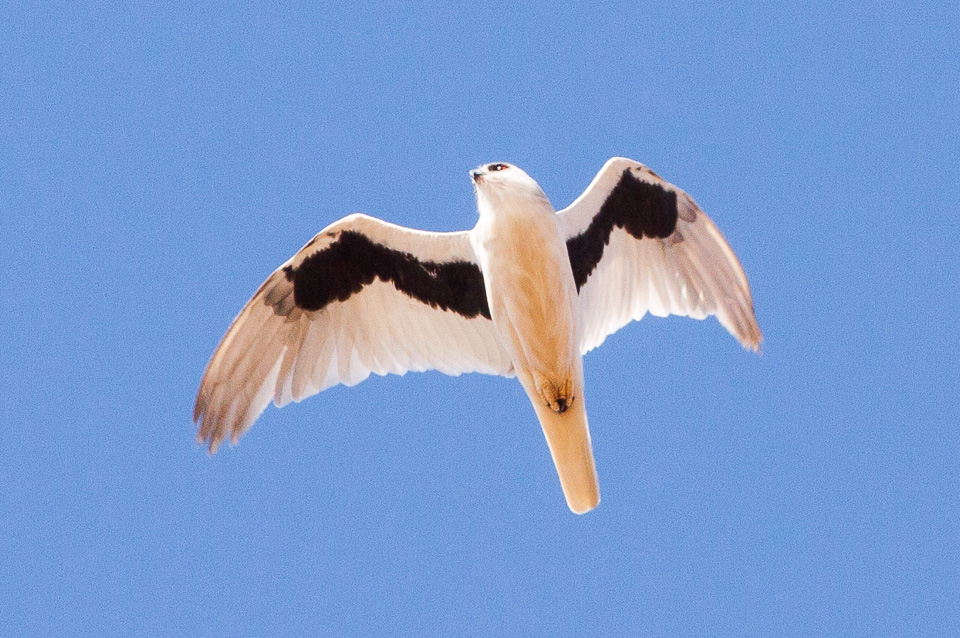
O peneireiro-de-asas-cinzentas em voo. As marcas por baixo das asas são visíveis

O adulto tem cerca de 35 cm de comprimento, com uma envergadura de asas entre 84 e 100 cm. A fêmea é mais pesada, com uma média 310g comparada com o peso do macho que tem uma média de 260 g. Ambos os sexos têm plumagem similar. O macho adulto tem algumas zonas cinzentas na parte superior do corpo, na nuca e nas asas, com branco por toda a parte de baixo do corpo. Os olhos são vermelhos escuros, rodeados por uma anel preto, dando-lhe um aspecto similar ao mocho. O bico é preto, com a base do cere (ceroma) de cor cinzenta-castanho. As asas são marcadas com uma mancha preta em cima e uma impressionante linha preta em baixo das asas, que lembra as letras 'M' ou 'W' quando a ave está em voo. As penas da cauda são brancas, excepto as penas de voo na parte central da cauda que são cinzentas. As pernas ou são brancas ou cor de rosa carne. Os pés têm três dedos virados para a frente e um para trás. A fêmea é similar ao macho mas pode ser distinguida pela coroa cinzenta, e ligeiramente mais escura nas zonas cinzentas do corpo. A muda das penas tem sido vista todos os meses excepto em maio e agosto, provavelmente relacionado com a reprodução.
A ave plana com as asas em forma de ‘V’ - as penas primárias e a cauda se espalham levemente, dando-lhe uma aparência quadrada. O peneireiro-de-asas-cinzentas é muito semelhante ao peneireiro-de-ombros-pretos (Elanus axillaris), mas tem uma batida mais lenta e profunda nas asas ao voar. Também consegue pairar de contra o vento e batendo as asas. Na parte de baixo das asas tem um padrão que se assemelha a letra 'W' ou ‘M’ e não possui as pontas das asas negras como o peneireiro-de-ombros-pretos. O peneireiro-de-ombros-pretos é visto frequentemente pairando durante o dia, enquanto que o peneireiro-de-asas-cinzentas é um caçador noturno. Durante a noite pode ser confundido com a coruja-das-torres (Tyto javanica) ou pela coruja-das-ervas (T. longimembris), mas estas espécies têm cabeças e pernas maiores, asas mais mitigadas e corpos mais robustos. O falcão-cinzento (Falco hypoleucos) tem uma coloração similar mas é mais pesado e encorpado e sem marcas pretas.

### Vocalizações
O peneireiro-de-asas-cinzentas é geralmente silencioso quando está só, mas ruidoso quando estão a procriar ou em comunidade durante noite, começando a chamar ao nascer da lua. Os seus chamamentos têm sido descritos como parecidos com o chilrear das galinhas ou um canto alto e repetido, muitas vezes semelhante às corujas ou ao peneireiro-de-ombros-pretos. Uma chamada áspera, como um som de raspar (karr, karr, karr), composta por seis ou sete notas de meio segundo é a principal chamada de contato entre um par. É frequentemente usado pela fêmea em resposta a um apito do companheiro, quando um pássaro pousa no ninho, ou - em voz alta - em resposta a um intruso. O macho pode emitir um apito alto em voo (keek, keek, keek), o que pode servir como chamada de alarme. Durante a noite nas colónias, os pares acasalados conversam entre si.

## Distribuição ehabitat

Distribuição em 2007

O habitat habitual do peneireiro-de-asas-cinzentas são os terrenos abertos áridos e semi-áridos, matagais ou
de erva, pelo interior do continente, particularmente na zona sul do Território do Norte, em Barkly Tableland, nordeste Austrália do Sul e Queensland, onde é relativamente comum nas zonas oeste a sul do paralelo 20°. Já foi avistado igualmente tão longe como Townsville e Stradbroke Island. Na Austrália do Sul consegue mesmo chegar à Península de Eyre e por vezes ao canto sudeste. É raro na Nova Gales do Sul: foi avistado na zona de Broken Hill a oeste, e duas vezes em Inverell, a norte do estado - foi encontrado um exemplar morto em 1965 e visto um vivo um ano depois. É igualmente raro na Austrália Ocidental.
A sua presença ou abundância numa determinada area depende muito da disponibilidade de comida; quedas de chuva significantes na zona centro levam a um grande crescimento do número de roedores, e por conseguinte uma irrupção no crescimento do peneireiro-de-asas-cinzentas. Criando várias ninhadas em sucessão, a população de peneireiro-de-asas-cinzentas pode aumentar dez vezes. As maiores irrupções tiveram lugar em 1951–53, 1969–70, 1976–77 e 1993–95. Eventualmente, condições de seca levam a uma queda no número de roedores e na dispersão das aves, que muitas vezes morrem de fome se não encontrarem presas noutros lugares.

## Comportamento
O peneireiro-de-asas-cinzentas habitualmente caça de noite, e durante o dia alimenta-se em áreas com grande abundância ou escassez de presas. Durante o dia, empoleiram-se em árvores frondosas com muita cobertura, em colónias até 400 indivíduos, tornando-se muito ativos ao entardecer. O comportamento social é pouco conhecido por causa dos seus hábitos nocturnos e natureza tímida, tornando difícil o processo de os abordar quando estão parados.

### Reprodução

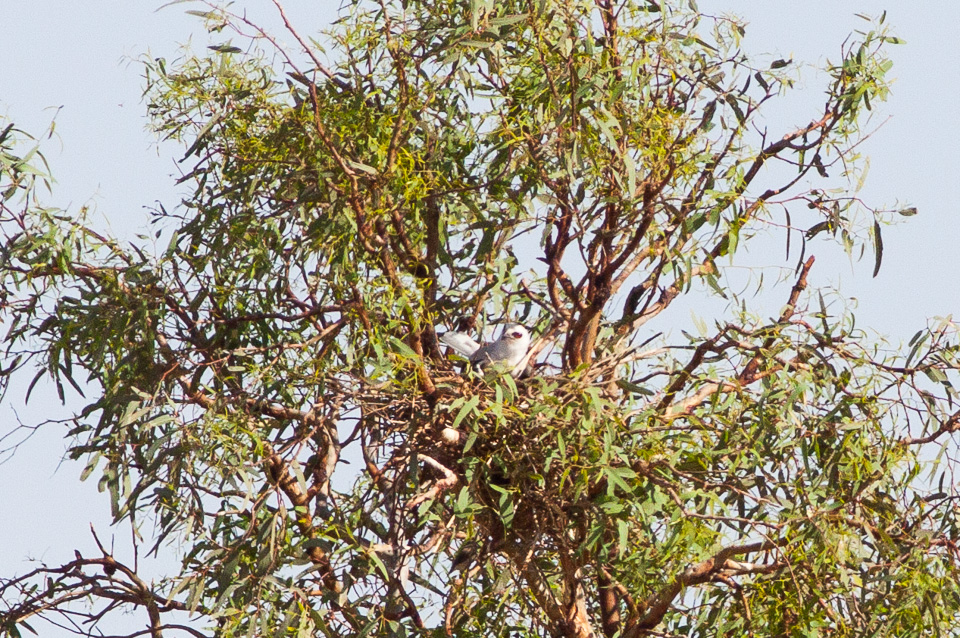
No ninho em Birdsville Track, Austrália do Sul

Dentro de sua área de ocorrência, o peneireiro-de-asas-cinzentas geralmente procria nas bacias do rio Diamantina e do Lago Eyre, nos desertos de Sturt, Simpson e Barkly Tableland, até Richmond, em Queensland, e Banka Banka Station a norte, e Boolkarie Creek, Austrália do Sul, no sul. Já foram avistados ninhos no Golfo de Exmouth e no sudoeste da Austrália Ocidental, no sudoeste do Território do Norte, e no distrito de Clarence River e noroeste de Nova Gales do Sul.
As aves formam colónias até 50 pares, e têm mais de um ninho e ninhada de uma só vez. Por vezes os ninhos estão próximos daqueles dos tartaranhões-pintados (Circus assimilis), milhafres-pretos (Milvus migrans), milhafres-assobiadores (Haliastur sphenurus), falcões-castanhos (Falco berigora) e dos falcões-pretos (Falco subniger).

É desconhecido se os casais que procriaram permanecem ligados. O ritual de acasalamento envolve voos de grande altitude em volta do ninho, em que o macho voa muito mais alto que a fêmea segurando as asas no alto com as pontas tremulando rapidamente. Cai perto da companheira que responde mantendo as asas numa posição similar. Ambos começam a conversar enquanto circulam um no outro. A cópula segue normalmente depois.

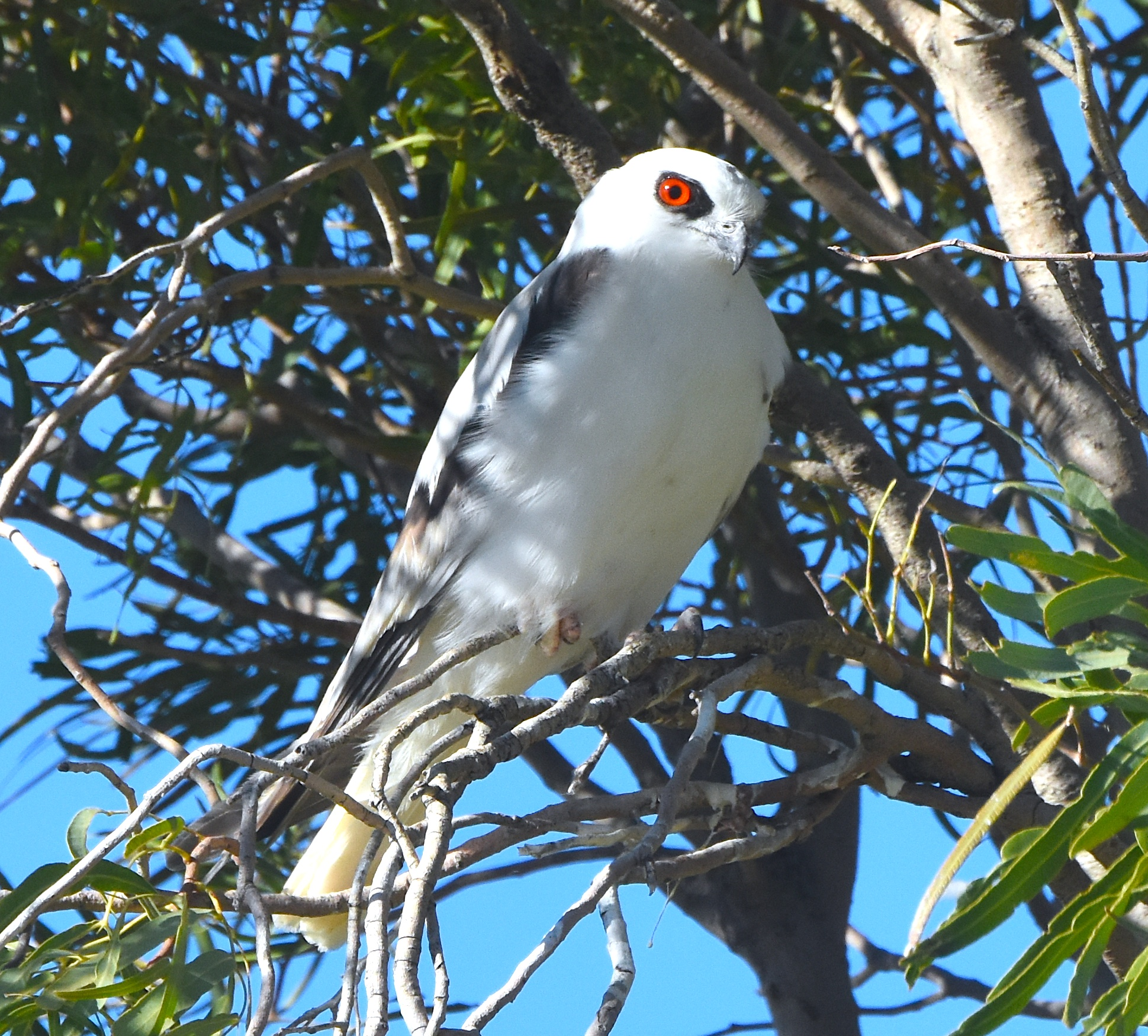
Um adulto no Parque Natural da Diamantina

Aparentemente não há uma época de acasalamento; ao invés, a espécie forma colônias de nidificação em resposta às irrupções de roedores. As aves produzem ninhadas enquanto houver abundância de roedores, e param quando a comida começa a escassear. Muitas vezes as árvores menores são usadas para fazer os ninhos, incluindo Grevillea striata, Acacia peuce, Eucalyptus microtheca e Casuarina. Apenas um ninho é construído por árvore, mas se houver um bom número de roedores mais ninhos podem ser feitos. O ninho assemelha-se a um copo grande desarrumado e cheio de gravetos, geralmente no topo da árvore e no meio das folhas, a cerca de 5 metros ou mais do chão. Tem em média 50 cm de largura e 34 cm em altura, com um diâmetro de 20 cm. É delineado com folhas verdes e outros materiais como plumadas regurgitadas.
A ninhada consiste entre três e quatro (raramente cinco ou seis) ovos brancos pálidos, com médias de 44mm x 32mm, com manchas avermelhadas e de forma oval cónica. As manchas são mais fortes na zona mais larga do ovo. Apesar de ser difícil de confirmar devido à sua imprevisibilidade, normalmente a fêmea incuba os ovos durante trinta dias. As crias nascem semi-altriciais, cobertas de branco com o bico e os pés pretos de olhos castanhos escuros. Com uma semana de idade, ficam com um bronzeado acastanhado nas costas e olhos castanhos. Com três/quatro semanas já têm todas as penas e conseguem voar em sete semanas. Durante este período, são criados pela fêmea, enquanto o macho traz comida durante a noite. Ele chama quando está próximo do ninho, nesse momento a fêmea vai ao seu encontro, recebe a comida e regressa ao ninho para alimentar as crias. Não se sabe se o macho alimenta as crias, mas muitas vezes traz a comida directamente para o ninho. À medida que as crias crescem, a fêmea acompanha o macho na busca de comida; eventualmente esta pode começar uma nova ninhada deixando o macho a cuidar das crias mais velhas. As crias deixam o ninho passados trinta e dois dias, embora se saiba que podem ser abandonados se o suprimento de comida desaparecer repentinamente. Aves com plumagem juvenil atingem a maturidade sexual no primeiro ano de idade.

### Alimentação e caça

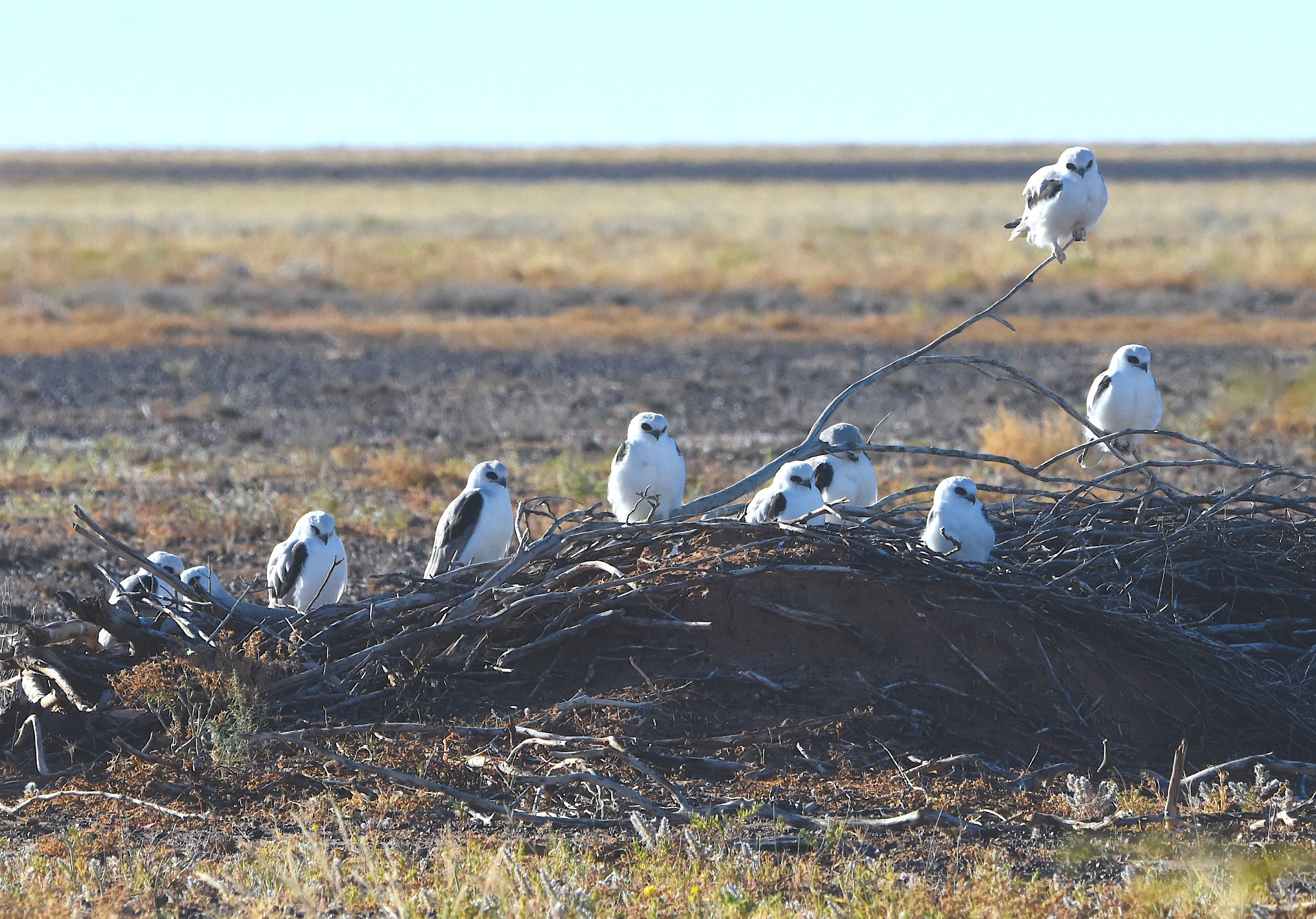
Um grupo na bacia de Diamantina, Queensland

O peneireiro-de-asas-cinzentas caça principalmente nas primeiras duas horas depois do pôr do sol. Voa em círculos a estudar o chão a uma altura de 10 a 20 metros, depois plana até 30 metros. Quando vê uma presa, a ave cai silenciosamente sobre ela com as garras primeiro e as asas abertas para cima.
A presa principal do peneireiro-de-asas-cinzentas é o Rattus villosissimus. Quando a população deste roedor cresce, depois de uma longa queda de chuva, os peneireiros conseguem procriar continuamente e o seu número cresce em paralelo. Um estudo feito na Austrália descobriu que durante seis meses depois do início de um crescimento, as aves recolocam-se nessa localização. Quando a população de roedores cai, as agora super abundantes aves dispersam, e por exemplo, aparecem em zonas tão distantes como em zonas costeiras, longe do seu alcance habitual; apesar de ocasionalmente procriarem nessas novas localizações, eles não persistem e eventualmente desaparecem. No geral e em média, o peneireiro consome um roedor por dia.
Na Austrália Central, a ave partilha o seu habitat com a coruja das torres (Tyto javanica), outro caçador noturno de roedores; a coruja prefere espécies maiores como o rato-das-planícies (Pseudomys australis), enquanto que o peneireiro caça todas as espécies, incluindo o Pseudomys hermannsburgensis e o Notomys alexis, dependendo do número de indivíduos. Outros predadores que partilham o seu habitat incluem o dingo, o gato feral e a raposa. Na Austrália do Sul já foram vistos a consumir o rato doméstico (Mus musculus). Outras presas do peneireiro incluem o coelho, o Dunnart-de-cauda-grossa (Sminthopsis macroura), o rato-forresti (Leggadina forresti), escaravelhos e uma espécie de gafanhoto, o Nomadacris guttulosa.

### Predação
Já foram avistados falcões-pretos (Falco subniger) a caçar peneireiro-de-asas-cinzentas e milhafres-pretos (Milvus migrans) a roubar as crias.

## Conservação
As flutuações nas populações do peneireiro-de-asas-cinzentas tornam difícil de avaliar o seu estado de conservação, embora seja evidente que é muito menos comum que o peneireiro-de-ombros-pretos. Também tem contacto raro com humanos. Está classificado como espécie quase ameaçada pela União Internacional para a Conservação da Natureza (IUCN), porque a sua população entre irrupções consegue chegar tão baixo como os mil indivíduos.
Não se sabe até que ponto a competição por comida com a raposa vermelha e o gato selvagem (introduzidas), ou se o habitat estiver degradado pelo excesso de pasto, terá um impacto sobre a ave. Desconhece-se se a população aumentou ou diminuiu de um modo geral desde a colonização europeia.